# Onthophagus paramasaoi
Onthophagus paramasaoi är en skalbaggsart som beskrevs av Ochi, Kon och Barclay 2009. Onthophagus paramasaoi ingår i släktet Onthophagus och familjen bladhorningar. Inga underarter finns listade i Catalogue of Life.